# Sóvidék

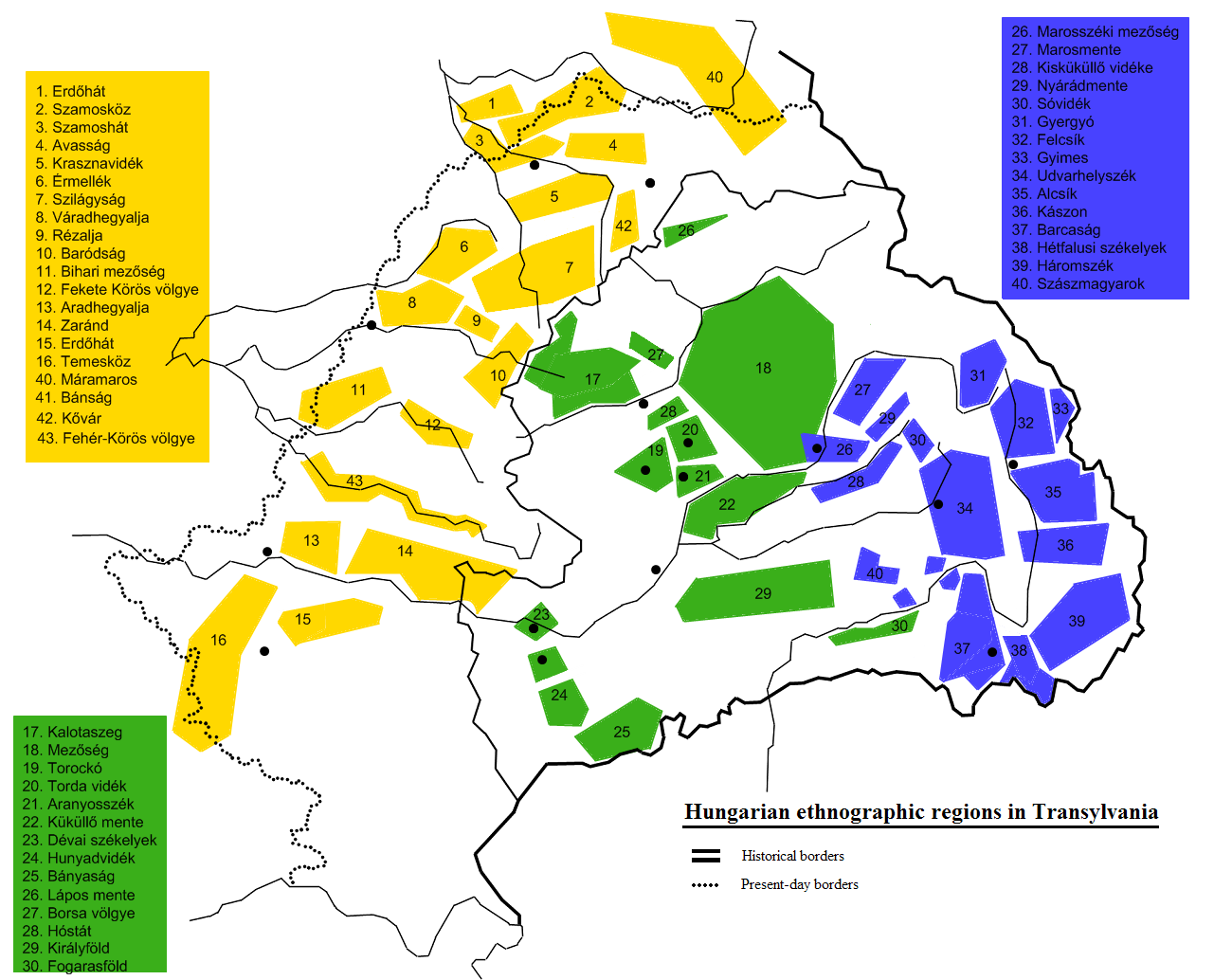
Regiunile etnografice maghiare din Transilvania. La poziția 30 se regăsește regiunea etnografică Sóvidék

Sóvidék (în română Ținutul Sării, în germană Salzgebiet) este o regiune etnografică maghiară din Transilvania, care corespunde unor localități din zona Sărățeni–Sovata–Praid–Corund. În centrul acesteia se află localitatea Ocna de Sus.
Zona corespunde, în principal, văii râului Corund și văii superioare a Târnavei Mici, fiind situată din punct de vedere geografic, cu predilecție, în depresiunea Praid-Sovata.

## Localități

### Orașe și comune
| - Sovata | - Sărățeni - Praid - Corund |

### Sate
| - Sărățeni - Ilieși | - Becaș - Ocna de Sus - Ocna de Jos - Praid | - Fântâna Brazilor - Valea lui Pavel - Atia - Corund - Calonda |